# Ictinia plumbea
Ictinia plumbea là một loài chim trong họ Họ Chim Ưng.